# Ria van Velsen (zwemster)
Maria Martina (Ria) Racké-van Velsen (Den Haag, 22 maart 1943) is een voormalig Nederlands zwemster die gespecialiseerd was in de rugslag.

## Biografie
Van Velsen maakte eind februari 1958, op pas veertienjarige leeftijd, haar internationaal debuut. Een half jaar later zwom ze een wereldrecord op de 100 meter rugslag en deed ze mee aan de Europese kampioenschappen zwemmen 1958 (vijfde plaats). Ze nam deel aan twee Olympische Spelen: in 1960 in Rome en in 1964 in Tokio. In 1960 behaalde ze de zevende plaats op de 100 meter rugslag. Van Velsen maakte ook deel uit van het dameszwemteam dat een olympisch record zwom op de 4x100 meter wisselslag in de series. In de finale behaalde het team echter een vierde plaats.
Twee jaar later behaalde ze op de Europese kampioenschappen twee medailles: een gouden medaille op de 100 meter rugslag en een zilveren op de 4x100 meter wisselslag. Van Velsen nam ook deel aan de spelen in 1964 (op de 100 meter rugslag), maar toen wist ze geen medaille te behalen. Vlak daarna kondigde ze officieel haar afscheid als zwemster aan. Ze wist gedurende haar zwemcarrière zes wereldrecords op haar naam te schrijven: vier op de 100 meter rugslag (in 1958, 1959 en 1960) en twee op de 4x100 meter wisselslag (in 1959 en 1964).

## Erelijst
- Europese kampioenschappen zwemmen 1962 - 100 meter rugslag (1.10,5)
- Europese kampioenschappen zwemmen 1962 - 4x100 meter wisselslag (4.42,9)

## Trivia
- Ze was getrouwd met sportverslaggever Fred Racké.
- Ria van Velsen is geen familie van haar naamgenoot, de turnster Ria van Velsen.[3]